# La Chapelle-aux-Choux
La Chapelle-aux-Choux är en kommun i departementet Sarthe i regionen Pays de la Loire i nordvästra Frankrike. Kommunen ligger i kantonen Le Lude som tillhör arrondissementet La Flèche. År 2022 hade La Chapelle-aux-Choux 282 invånare.

## Befolkningsutveckling
Antalet invånare i kommunen La Chapelle-aux-Choux
| Referens: INSEE |